# Hägerberget 56

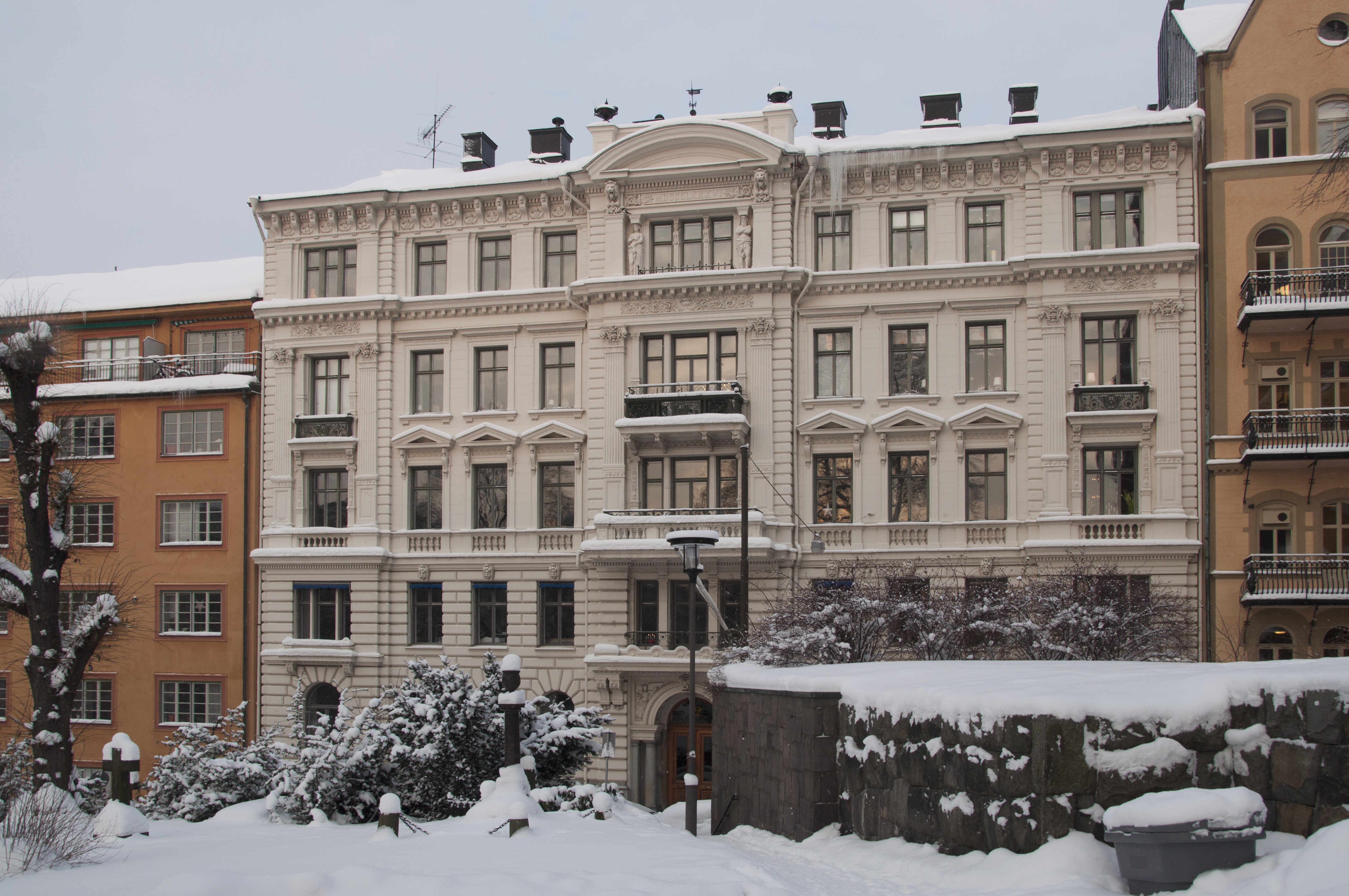
Kammakargatan 12 i december 2010.

Hägerberget 56 är en påkostad byggnad i kvarteret Hägerberget vid Kammakargatan 12 på Norrmalm i Stockholm. Huset uppfördes 1884–1886 som residens för ”järnvägskungen” Carl Jehander efter ritningar av arkitekt Gustaf Sjöberg. 1902 blev byggnaden församlingshus för närbelägna Sankt Johannes kyrka varför det även kallas för Johannes församlingshus. Sedan 2009 ägs fastigheten Hägerberget 56 av en bostadsrättsförening. Byggnaden är blåklassad av Stadsmuseet i Stockholm, vilket innebär att bebyggelsens kulturhistoriska värde av stadsmuseet anses motsvara fordringarna för byggnadsminnen i Kulturmiljölagen.

## Husets arkitektur

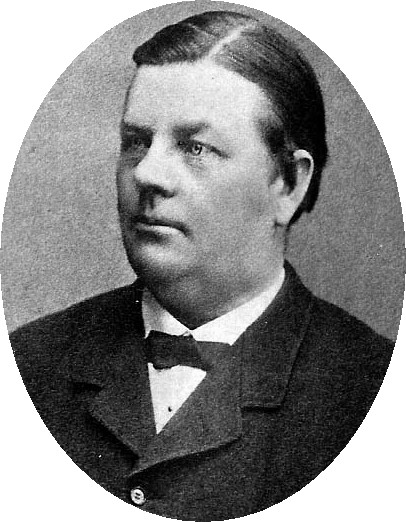
Byggherren Jehander.

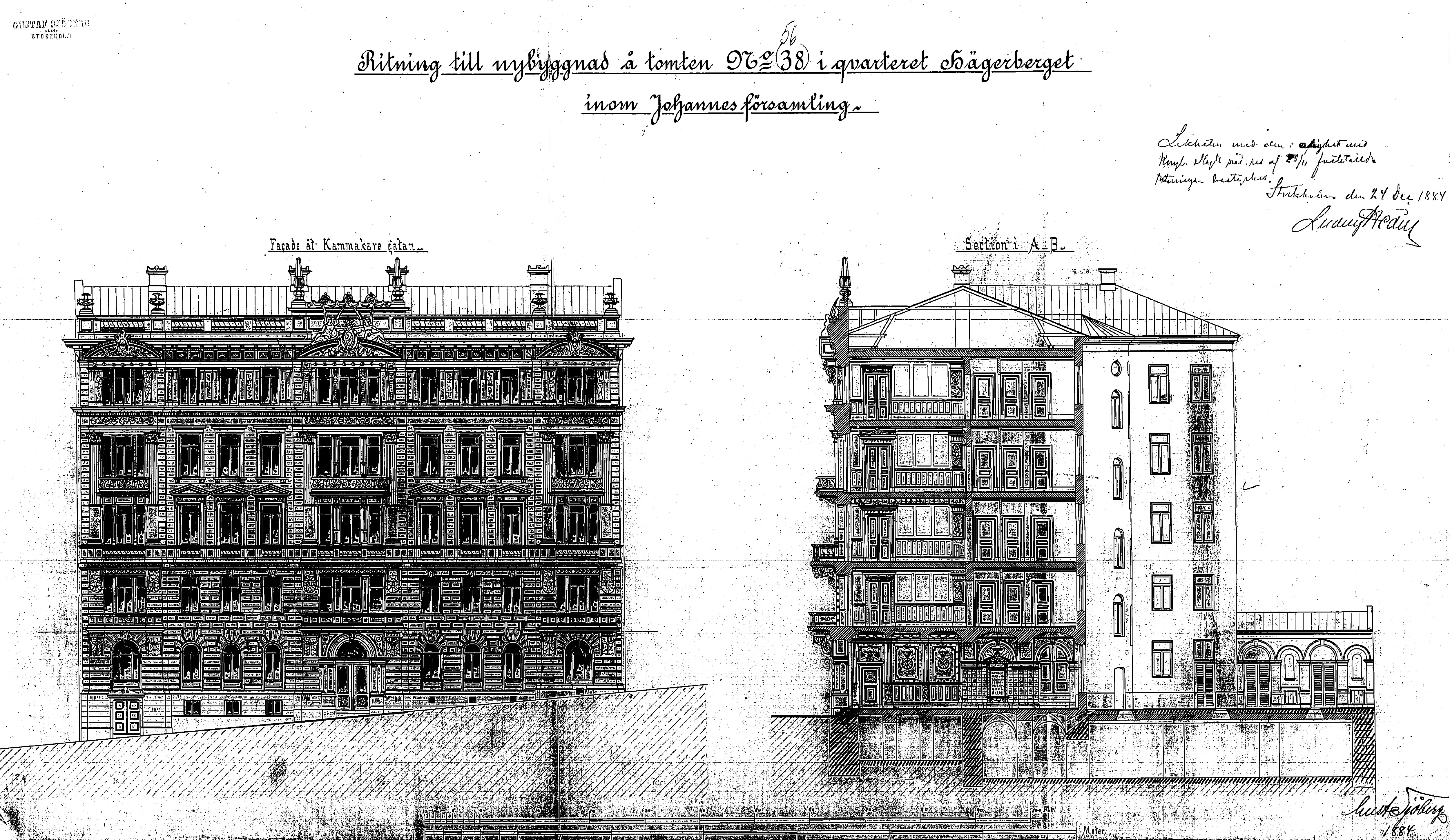
Sjöbergs fasadritning från 1884.

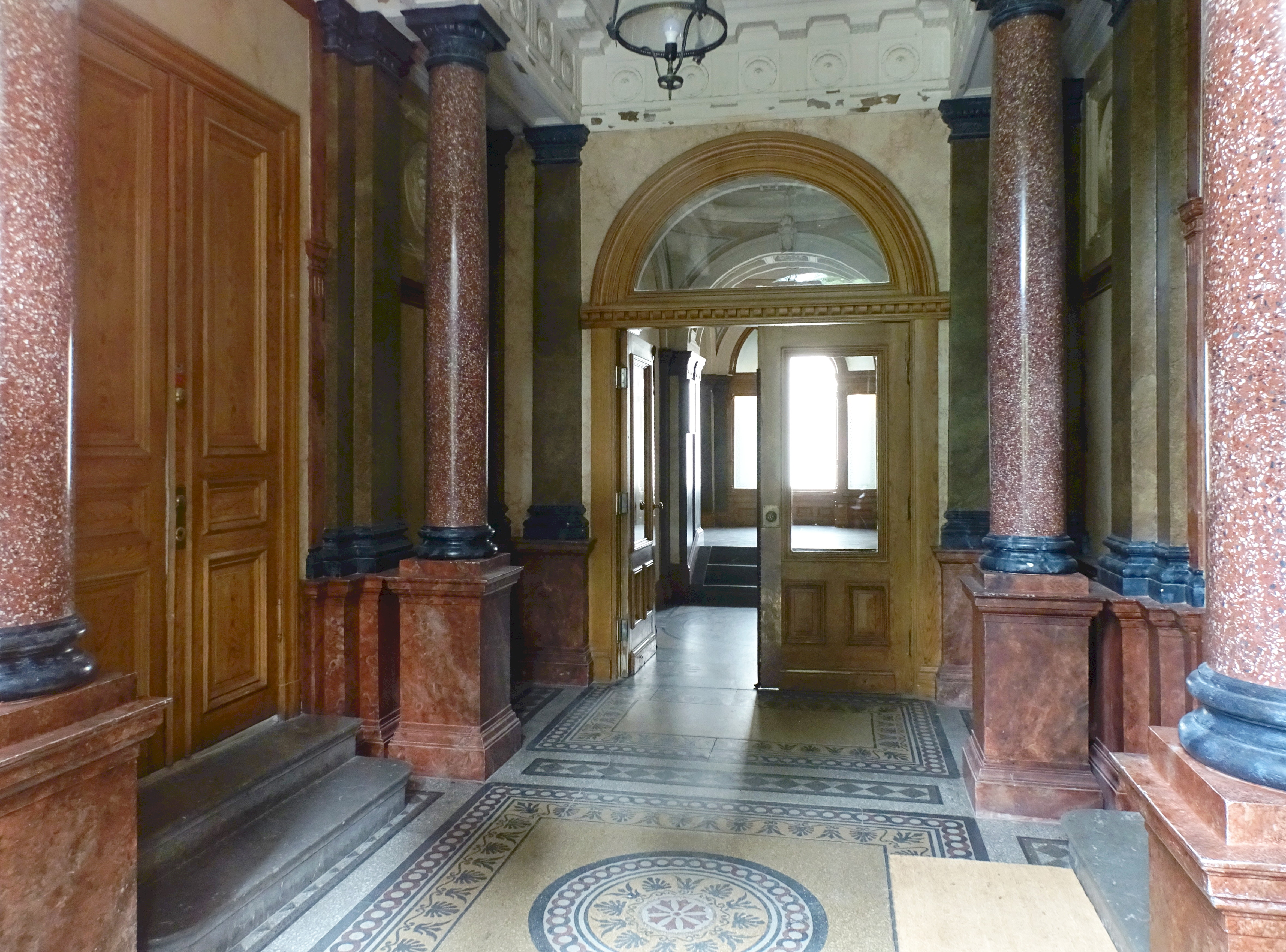
Entrén, juni 2017.

Fastigheten Hägerberget 56 (ursprungligen 38) stod färdig 1886. Arkitekt tillika byggmästare var Gustaf Sjöberg och beställare var den kände ingenjören och affärsmannen Carl Jehander. Han var bland annat ansvarig för byggandet av omkring 200 mil järnväg i Sverige och kallades därför ”järnvägskungen”. 1874 startade han tillsammans med sin bror Malcolm Jehander (1852–1914) företaget Jehander som fortfarande existerar. Byggnaden vid Kammakargatan uppfördes i fem våningar samt källarvåning och innehöll några stora och exklusiva bostäder. Bygghöjden ansågs för högt av byggnadsnämnden, men dispens begärdes och beviljades.
Sjöberg ritade, enligt tidens smak, en sträng symmetrisk, rik dekorerad gatufasad i nyrenässans. Mittpartiet accentueras av en rundad fronton och balkonger. Här märks maskaroner, lejonhuvuden och symboler som påminner om byggherrens verksamhet såsom korsade slägga och hacka, ett bevingat hjul (för järnvägen) och vinkelhake med passare som står för ingenjörskonsten. Årtalet MDCCCLXXXVI (1886) pryder frontonen. Årtalet återkommer på vindflöjeln. Gårdsfasaden saknar varje form av dekorativ utsmyckning. Den välbevarade entrén smyckas bland annat av ett mönstrat, flerfärgat cementmosaikgolv, marmoreringar och fristående kolonner med yta av polerad röd/vit cementmosaik. Taklisten är utformad som arkitrav, och omsluter ett fältindelat tak. 
Byggnaden sträcker sig med två flyglar inåt bakgården. Den vänstra förlängdes ursprungligen med en lägre byggnad innehållande avträden. Huset utrustades med två trapphus, båda med dagsljus. De båda hissarna i trapphusen installerades först på 1940-talet. Trappstegen är utförda av brun räfflad kalksten med vilplan av flerfärgad cementmosaik. Fönstren i trapphuset är rikt spröjsade och försedda med blästrat glas. I samband med en byggnadsinventering utförd 1974 av Stadsmuseet i Stockholm bevarade de besökta lägenheterna i huvudsak den ursprungliga inredningen såsom rikt profilerade taklister och mittrosetter, fyllningsdörrar, sockelpaneler och enstaka kakelugnar.

## Jehanders residens
Carl Jehanders ägde flera fastigheter i Stockholm, men Kammakargatan 12 var hans residens i huvudstaden. Här bodde han i en åttarummare med sin familj den delen av året som de inte vistades på Hörle slott i Småland. I huset disponerade även Jehanders mor, Gunilla Jehander, en våning. Hela släkten Jehander brukade samlas här juletid då också prins Oscar Bernadotte alltid var närvarande. För resan mellan Hörle slott och Stockholm använde den jehanderska familjen ett privattåg, och i Hörle hade Jehander låtit bygga en egen station.
Den största våningen (tio rum) beboddes av en häradshövding och en niorummare hyrdes av dåvarande generalpostdirektören Edvard von Krusenstjerna. Bland övriga hyresgäster fanns arkitekten Ferdinand Boberg som under några år hade här bostad och ateljé.

## Bilder, fasaddetaljer

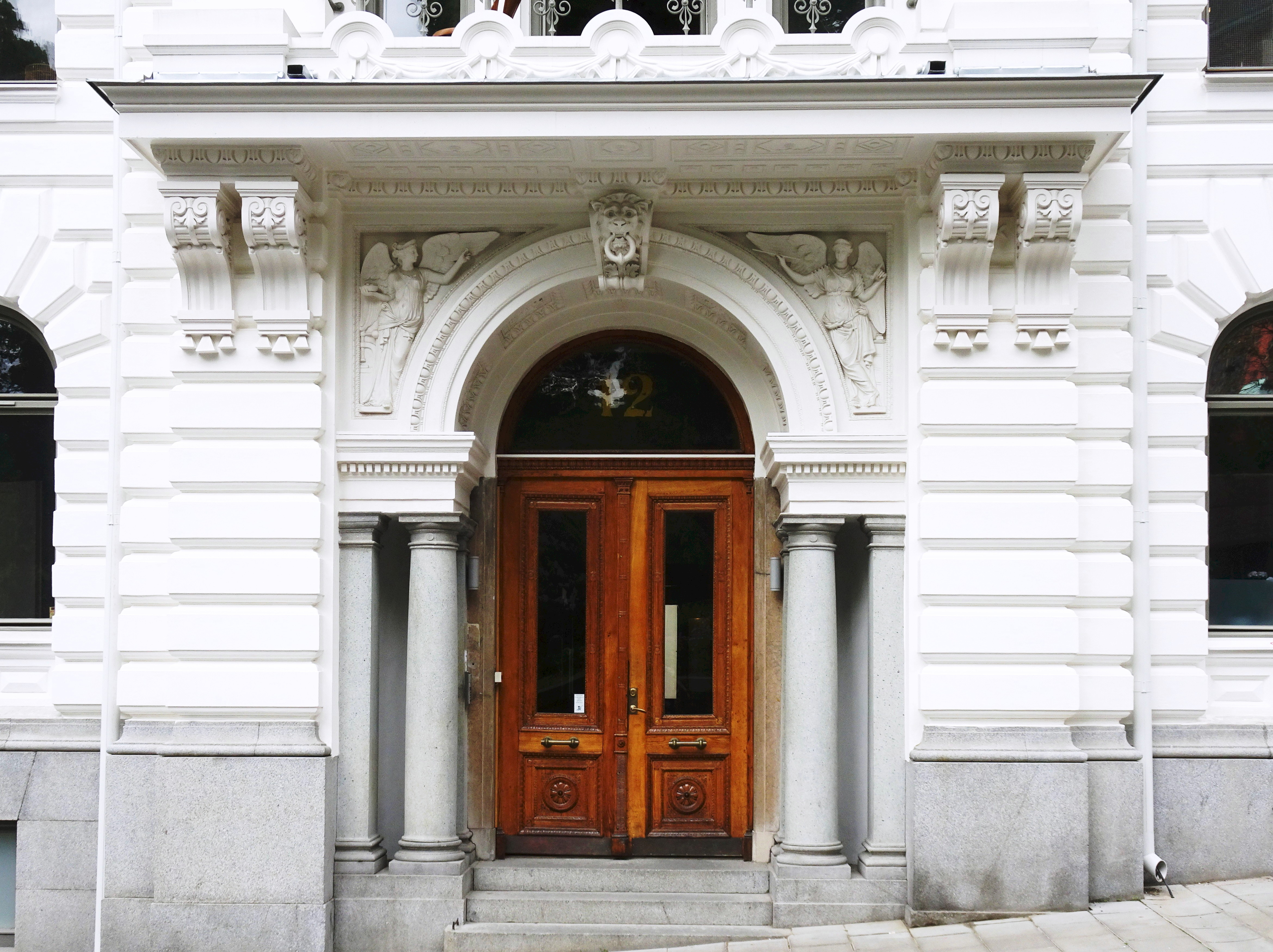
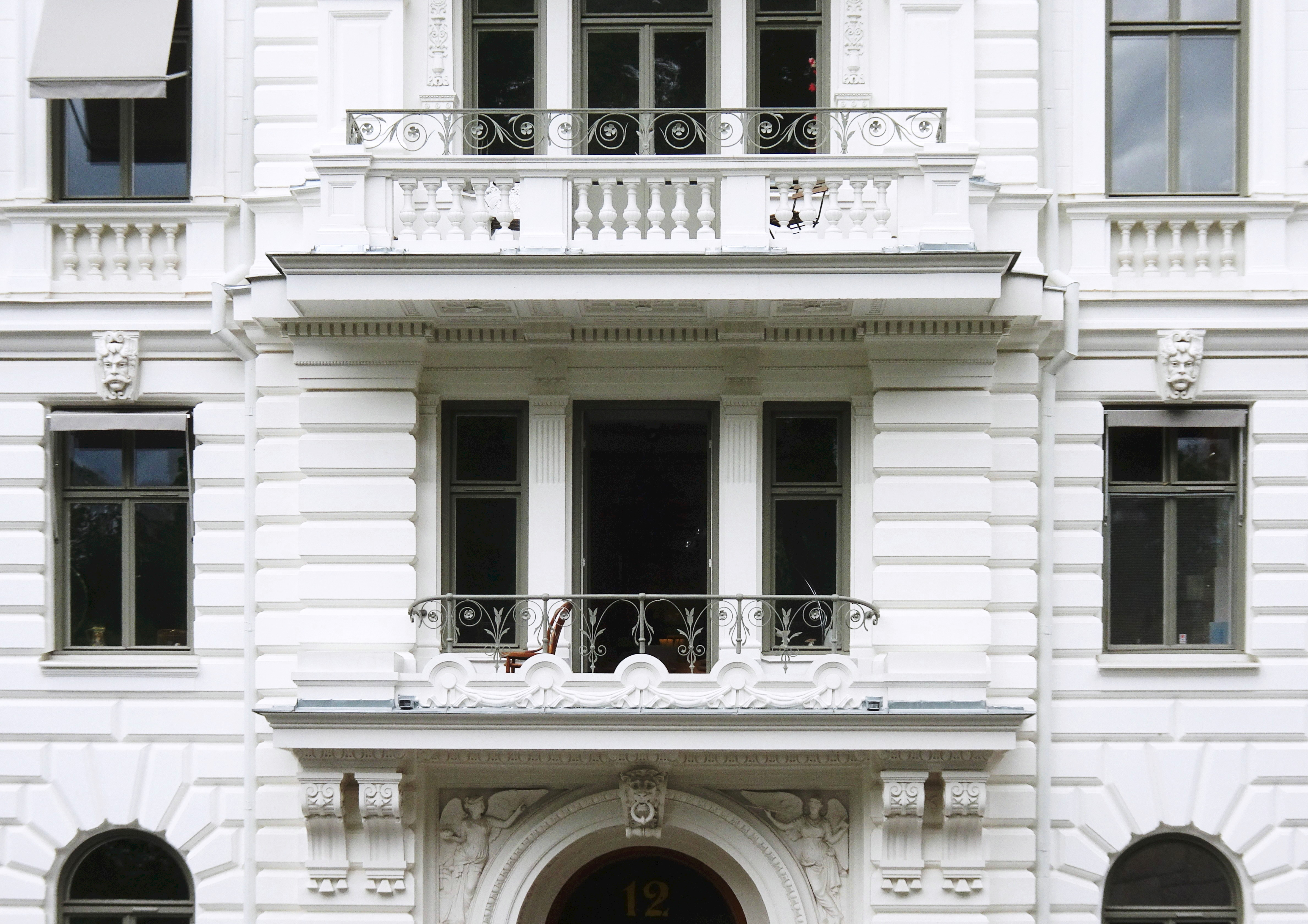
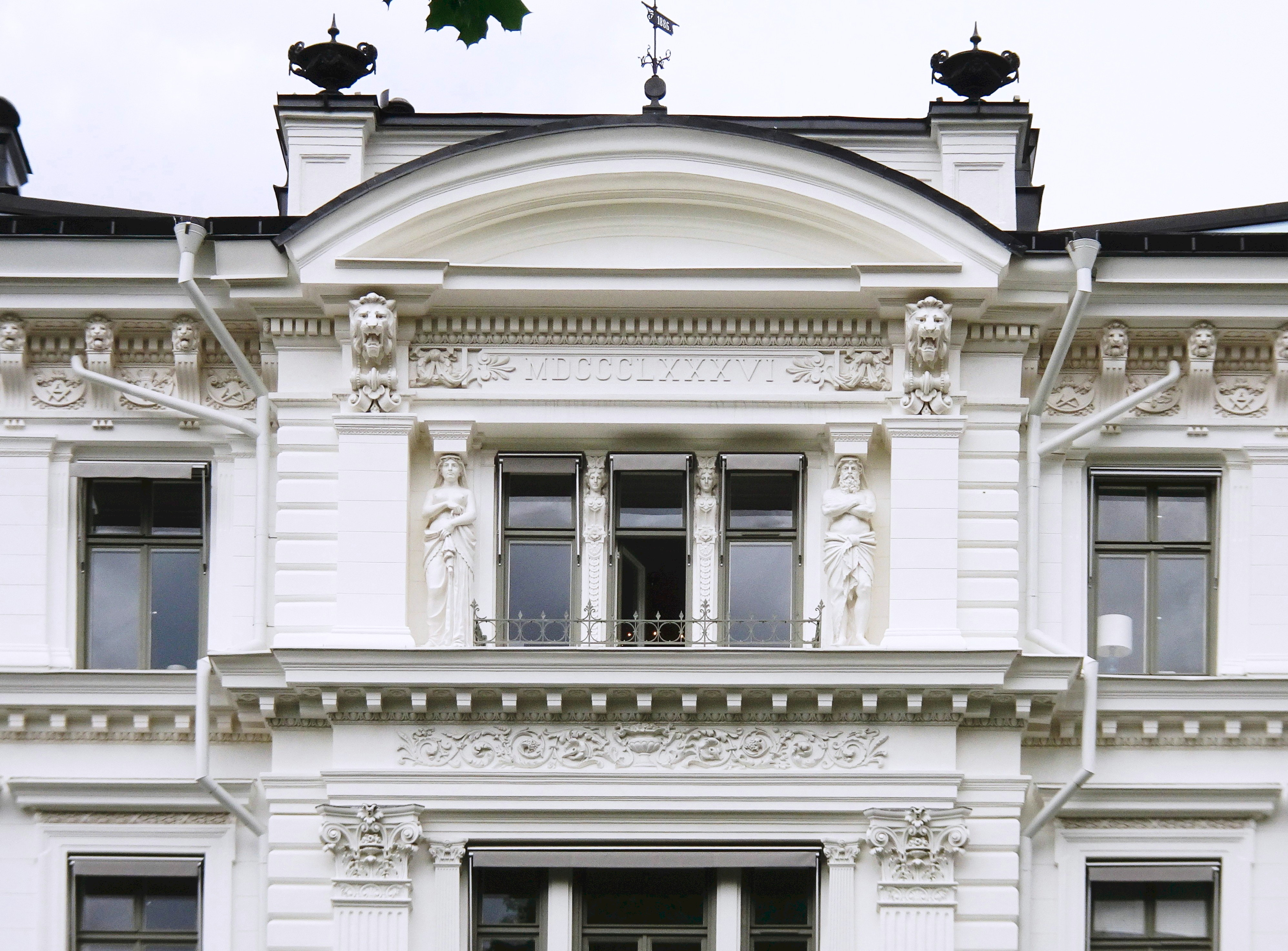
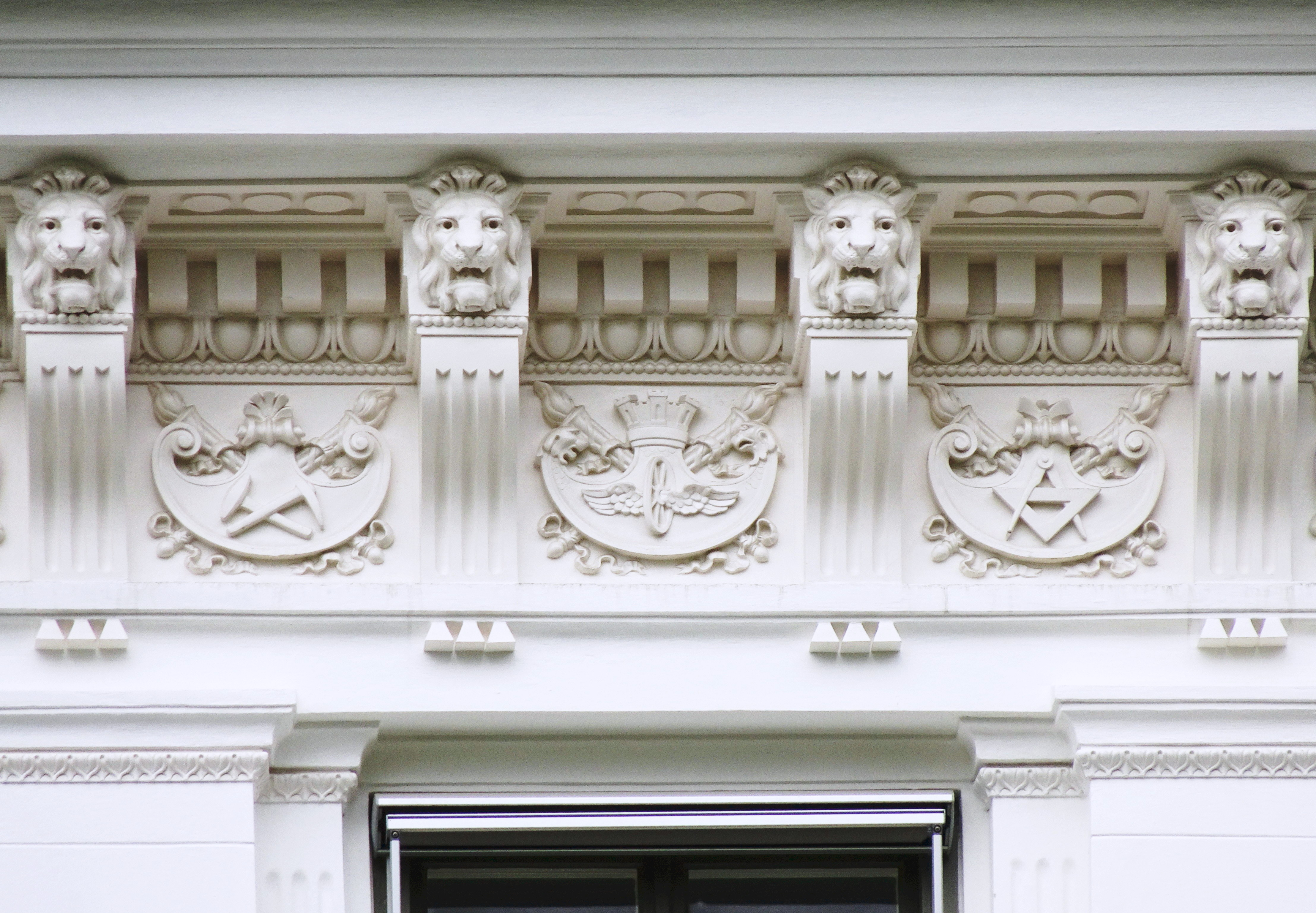

## Husets vidare öden
År 1902 förvärvades fastigheten av Johannes församling sedan Jehander flyttat till Ängelholm. Då tillkom en kyrksal i bottenvåningens västra del och lokaler för pastorsexpeditionen i östra delen samt tjänstebostäder. Kyrkosalen visar ett enkelt utförande med brädgolv under linoleummattor, väggar med fotsockel och bröstningslist, taklister med hålkäl och bladvulster samt ursprungliga, helfranska fyllningsdörrar. De bärande väggarna ersattes av järnbalkar och en kolonn. 1944 lät församlingen utföra en omfattande upprustning och modernisering av huset, bland annat installerades hissar och centralvärme.
I december 2009 köptes Hägerberget 56 av en bostadsrättsförening för 58 miljoner kronor. Då uppgick den totala byggnadsytan till 1 906 m² varav 1 424 m² utgör lägenhetsytor och resten lokalytor. I huset finns en lägenhet om två rum och kök, fyra lägenheter om fyra rum och kök, fyra lägenheter om fem rum och kök samt en lägenhet om sju rum och kök.